# Saleh Al-Saleh
Saleh Al-Saleh (3 gennaio 1966) è un ex calciatore saudita, di ruolo centrocampista.